# Billboard Radio Songs
《公告牌》电台歌曲榜（英語：Radio Songs），前称百强热门电台歌曲榜（Hot 100 Airplay）是《告示牌》根据歌曲电台播放次数发布的一份音乐周榜单，其与歌曲实体销量、数字销量和流媒体播放组成了《告示牌》百强单曲榜的排位依据。